# Verônica (filme de 2009)
Verônica é um filme brasileiro de 2009, dos gêneros ação, suspense e drama, dirigido por Maurício Farias e com roteiro original dele em colaboração com Bernardo Guilherme. Gravado no Rio de Janeiro, o filme é um thriller que segue a história de Verônica (Andréa Beltrão), uma professora que lida com a violência urbana cotidianamente e um dia precisa salvar um de seus alunos que teve os pais assassinados.
O filme teve sua estreia mundial em 25 de setembro de 2008 durante o Festival Internacional de Cinema do Rio e foi lançado no Brasil a partir 6 de fevereiro de 2009. O filme foi um sucesso de crítica e teve um lançamento morno nos cinemas, tendo pouco mais de 100 mil espectadores no ano de estreia e uma receita de R$ 740.059,02.
A performance dramática de Andrea Beltrão foi aclamada pela crítica, e ela recebeu indicações ao Grande Otelo, ao Prêmio ACIE e ao Prêmio Guarani de Melhor Atriz em 2010, sendo essas as maiores premiações do cinema brasileiro. Outras indicações do filme incluem as de melhor filme no Festival de Cartagena, no Prêmio ACIE e no Prêmio Contigo! de Cinema Nacional.

## Sinopse
Verônica (Andréa Beltrão) é uma professora de ensino da rede municipal do Rio de Janeiro. Ela enfrenta assaltos, tráfico de drogas, roubo de equipamento escolar e homicídios. Depois de vinte anos na profissão, Verônica encontra-se estressada e sem a paciência de sempre. Um dia, após o final da aula, ela se dá conta de que ninguém veio buscar Leandro (Matheus de Sá), seu aluno de oito anos. Quando ela o leva na comunidade ao lado da escola, descobre que seus pais foram assassinados por traficantes — envolvidos em uma situação com o pai de Leandro —, e que os assassinos estão atrás dele. Diante da situação, Verônica decide levar o menino consigo e procura a ajuda de seu ex-marido e policial, Paulo (Marco Ricca). Contudo, os traficantes querem o garoto e um pen-drive que o pai dele pendurou em seu pescoço, com informações sobre o tráfico e as motivações da polícia, que eram corruptas. Agora a professora se encontra em uma situação perigosa, arriscando sua vida pelos direitos de uma criança que não é sua.

## Elenco
- Andréa Beltrão ...Verônica
- Marco Ricca ... Paulo
- Matheus de Sá ... Leandro
- Giulio Lopes ... Coutinho
- Andréa Dantas ... Selma
- Patrícia Selonk  ... Aline
- Flávio Migliaccio ... Seu Luís
- Camila Amado ... D. Rita
- Aílton Graça ... Major Diniz
- Jorge Lucas ... Almeida
- Thogun ... Aranha
- Jonathan Azevedo ... Puleiro
- Wallace Coutinho ... Tiquinho
- Aline Borges ... Janete
- Júlio Adrião ... Rui
- Alexandre Zacchia ... Coronel
- Cristina Prochaska como arrumadeira do hotel

## Produção
Para a produção do longa-metragem foram angariados R$ 1.336.581,01 de orçamento por meio de leis de incentivo geradas pela Ancine. Segundo o diretor, o filme tem como inspiração a história de Glória, filme de 1980 protagonizado por Gena Rowlands. O filme foi rodado na cidade do Rio de Janeiro em uma coprodução com os estúdios Boa Vida Produções, Fraiha Produções e Globo Filmes. Andrea Beltrão havia trabalhado uma série de famosos personagens cômicos até interpretar novamente um papel dramático de destaque em Verônica. O diretor do filme, Maurício Farias, é marido da atriz.

## Lançamento
O filme foi exibido pela primeira vez durante a Mostra Première Brasil do Festival de Cinema do Rio, em  25 de setembro de 2008. Em outubro do mesmo ano foi exibido no Mostra Internacional de Cinema de São Paulo. Foi lançado no circuito nacional de cinema a partir de 6 de fevereiro de 2009 com distribuição da Europa Filmes.

## Recepção

### Resposta crítica
Verônica foi bem recebido pela crítica de cinema, especialmente pela atuação de Andréa Beltrão. Entre os usuários do site IMDb, o filme possui uma média de 6,6 / 10 com base em 374 avaliações. Já no site AdoroCinema, o filme conta de 4 de 5 estrelas entre as avaliações dos espectadores, com base em 71 notas e 10 críticas. O crítico Roberto Milani, do site Papo de Cinema, elogiou a direção como convincente, ressaltando também a fotografia crua e a trilha sonora. Também deu destaque para a performance de Andréa Beltrão e escreveu: "... o ritmo é mantido com bastante habilidade. E, desta forma, equilibrando-se com muito talento entre o raso e o intelectual, incomoda na medida certa para não ser descartável, com a vantagem de ainda incitar à reflexão."
Já Diego Benevides, crítico do site Cinema com Rapadura, atribuiu uma avaliação média de 6 em 10 pontos, escrevendo: "A tentativa de criar um thriller nacional encabeçado por um papel feminino resulta em Verônica, um filme sobre as problemáticas do País. Sem muitas inovações ou apuro técnico, o longa aparece como mais uma produção brasileira mediana, com o gosto azedo de uma realidade e um desfecho pouco convencional."

### Prêmios e indicações
| Prêmio                                        | Ano  | Categoria                           | Recipiente(s)   | Resultado |
| --------------------------------------------- | ---- | ----------------------------------- | --------------- | --------- |
| Mostra de Cinema de São Paulo                 | 2008 | Prêmio de Melhor Filme da Juventude | Verônica        | Venceu    |
| Festival Internacional de Cinema de Cartagena | 2009 | Melhor Filme                        | Maurício Farias | Indicado  |
| Prêmio Contigo! de Cinema Nacional            | 2009 | Melhor Filme                        | Melhor Filme    | Indicado  |
| Prêmio Contigo! de Cinema Nacional            | 2009 | Melhor Atriz                        | Andrea Beltrão  | Indicado  |
| Fribourg International Film Festival          | 2009 | Melhor Filme                        | Maurício Farias | Indicado  |
| Filme Fest Brasil Canudos                     | 2010 | Prêmio de Melhor Filme Juri Popular | Verônica        | Venceu    |
| Festival internazionale del film di Roma      | 2010 | L'Occhio sul Mondo - Focus          | Verônica        | Venceu    |
| Grande Prêmio do Cinema Brasileiro            | 2010 | Melhor Atriz                        | Andrea Beltrão  | Indicado  |
| Prêmio ACIE de Cinema                         | 2010 | Melhor Filme                        | Melhor Filme    | Indicado  |
| Prêmio ACIE de Cinema                         | 2010 | Melhor Atriz                        | Andrea Beltrão  | Indicado  |
| Prêmio Guarani de Cinema Brasileiro           | 2010 | Melhor Atriz                        | Andrea Beltrão  | Indicado  |
| Prêmio Guarani de Cinema Brasileiro           | 2010 | Melhor Som                          | Toninho Muricy  | Indicado  |